# هنري الأول ملك نافارا
هنري/إنريكي الأول (حوالي. 1244 - 22 يوليو 1274) معروف أيضا بـ البدين، هو ملك نافارا وكونت شمبانيا وبيري (كـ هنري الثالث) منذ عام 1270 حتى وفاته.

## حياته المبكرة
إنريكي هو الابن الأصغر لـ ثيوبالد الأول ملك نافارا ومارغريت دي بوربون، في عهد شقيقه الأكبر ثيوبالد الثاني شغل عدة مرات منها منصب الوصاية خلال غياباته المتكررة، تزوج في 1269 من بلانش دو أرتوا ابنة روبرت الأول، كونت أرتوا شقيق لويس التاسع ملك فرنسا؛ وأنجبت له:-
- ثيوبالد.
- خوانا الأولى ملكة نافارا (1305-1273) تزوجت من فيليب الرابع ملك فرنسا؛ لهم ذرية.